# Долгое (Бигильдинский сельсовет)
Долгое — село в Данковском районе Липецкой области, входит в состав Бигильдинского сельсовета.

## Географическое положение
Село расположено на берегу Дона в 13 км на север от центра поселения села Бигильдино и в 25 км на север от райцентра города Данков.

## История
Долгое, расположенное на большой Скопинской дороге, при реке Дон в качестве села с церковью Михаила Архангелаупоминается в окладной книге 1676 г., где при той церкви в приходе показано «семьдесят три двора детей боярских, двадцать четыре двора бобыльских и всего (с 4 дв. причта) сто один двор». Однако находки жителями монет датируются временами Ивана IV. Архангельская церковь, по храмозданной грамоте, данной 20 мая 1781 г., была заново перестроена, а в 1782 г. ноября 28-го иерей Ал. Григорьев с причтом и прихожанами просил дозволения освятить перестроенную за ветхостию церковь присутствующему в Донковском духовном правлении Анд. Васильеву с выдачею нового антиминса, так как «прежний имеется древен, потемнел и выдан в 1601 году». Более обширные колокольня и трапезная возведены в 1865 году на месте разобранных в 1861 году первоначальных. От первоначального здания сохранился объём прямоугольной в плане трапезной в три световых оси и квадратный в плане первый ярус колокольни. 
В XIX — начале XX века село являлось центром Долговской волости Данковского уезда Рязанской губернии. В 1906 году в селе было 231 дворов.
С 1928 года село являлось центром Долговского сельсовета Берёзовского района Козловского округа Центрально-Чернозёмной области, с 1954 года — в составе Липецкой области, с 1959 года — в составе Данковского района, с 2011 года — в составе Бигильдинского сельсовета.

## Население
| 1859 | 1897  | 1906  | 2010 |
| ---- | ----- | ----- | ---- |
| 1571 | ↘1545 | ↗1695 | ↘416 |

## Инфраструктура
В селе осталось только отделение почтовой связи.

## Достопримечательности
В селе расположена действующая Церковь Михаила Архангела (1782).